# Aulacus impolitus
Aulacus impolitus är en stekelart som beskrevs av Smith 1991. Aulacus impolitus ingår i släktet Aulacus och familjen vedlarvsteklar. Inga underarter finns listade.